# Economía de la ciudad de Buenos Aires
La economía de la ciudad de Buenos Aires se encuentra basada principalmente en el sector de servicios, que representa el 73% de su PBG. Este porcentaje es alto en relación con la media del país, donde el sector servicios representa el 66%, y esto se debe a la gran incidencia en el PBG porteño de los servicios inmobiliarios y los servicios financieros. 
En relación con los Servicios Financieros, que se encuentra en baja en relación con la década anterior, la ciudad concentra el 53% de los depósitos y el 68% de los préstamos del país, generando el 67% del valor agregado de esta rama a nivel nacional.

## Visión general
Según cifras de 2007, Buenos Aires tuvo un PBG de $400.455 millones, siendo una de las principales economías de la República Argentina. La renta por cápita fue superior a los 12.000 dólares ese año, lo que ubica a la ciudad como el segundo más grande ingreso per cápita de Latinoamérica después de Ciudad de México.
La economía de la ciudad de Buenos Aires está basada principalmente en el sector servicios, siendo los principales rubros los servicios inmobiliarios, los servicios financieros y el comercio. Los servicios inmobiliarios generaron durante el 2004 $17.195 millones, mientras que los servicios financieros y los servicios de transporte generaron $12.622 millones y $11.901 millones respectivamente.
Durante el período 1993 - 1998 el PBG de la ciudad, al igual que el del país, creció un 25%, estancándose durante la recesión argentina y experimentando una caída del 7% durante 2001. Durante el período 1993 - 1998 hubo un descenso de la actividad industrial y un aumento de las actividades financieras e inmobiliarias: los servicios financieros pasaron del 10,8% del PBG al 19,2%, mientras que los servicios inmobiliarios aumentaron del 17% al 18,9%.
El caso opuesto fue la industria manufacturera, la ciudad no se vio aislada del proceso de desindustrialización que afectó a la Argentina durante la etapa de la convertibilidad: la industria pasó del 16% del PBG en 1993 al 11,4% en 2001. Las industrias que mayor caída tuvieron son relacionadas con la elaboración de alimentos y bebidas, confección, cuero, calzado, caucho, maquinarias y equipos, papel y muebles.
Desde la salida de la convertibilidad la economía de la ciudad comenzó a desarrollarse, la industria actualmente produce el 20% del PBG (generando $20.308 millones) y existe un importante desarrollo del turismo y la construcción. Sin embargo, la influencia de los servicios financieros decayeron un 44% desde 2001, luego de la instauración del llamado corralito.

## Industria cultural
La industria cultural (teniendo en cuenta solo la edición de diarios y revistas, los servicios de transmisión de radio y TV, la producción y distribución de filmes, videocintas
y su exhibición, y los servicios de publicidad) produjo durante 2003 un valor agregado de $2800 millones, que correspondieron al 5% del PGB de la ciudad.
Durante el 2004 se produjeron en la ciudad 69 largometrajes, 2 más que en el año anterior, y fueron estrenadas 66 películas de origen nacional. La distribución de los filmes se encuentran centralizados: el 85% del mercado de las entradas se encuentra en manos de los cuatro estudios norteamericanos más importantes: Warner Bross, 20th Century Fox, Columbia-TriStar y Buena Vista Internacional. También fueron realizadas en la ciudad 857 producciones publicitarias de las cuales el 50% se exportan, siendo los destinos principales México y Estados Unidos.
Los canales de televisión abierta de la ciudad se llevaron durante 2004 el 80% de los ingresos por publicidad, alcanzando los $909,3 millones. Desde la ciudad transmiten 5 de los 38 canales de televisión abierta del país, de los cuales uno es estatal (Canal 7) y cuatro son privados (América, Canal 9, Telefe y Canal 13); que cuentan con 350 repetidoras en el resto del país, siendo 140 las del canal estatal y 210 las del resto.
Los ingresos de la televisión por cable provienen principalmente de la cuota pagada por sus abonados. En el 2004 los ingresos por este método y las instalaciones llegó a \$1.170 millones, un 10% mayor al 2003. El sistema por cable se queda con el 11,7% de la torta publicitaria, lo que equivaldría a $150,8 millones. En la Argentina se estimaba la existencia de 4,6 millones de abonados hasta junio de 2004, a los que se le deben sumar un millón más que poseen conexiones clandestinas, y se calcula que el 69% de los habitantes de la ciudad poseen este servicio.
La exportación de series televisivas ha aumentado en gran medida desde el 2002, llegando en 2004 a 80 países. El mejor ejemplo de esto es Telefe, que durante el 2004 vendió 38 mil horas por 25 millones de dólares. De esta forma la Argentina se convirtió en uno de los principales exportadores de formatos televisivos.
En la ciudad se encontraban autorizadas en el 2004 14 radios AM y 26 radios FM (a las que se le suman 39 en trámite de autorización). La radio se llevó el 2,83% del total de la torta publicitaria, alcanzando los \$93,5 millones. Las radios FM concentran el 83% de los oyentes, principalmente porque por medio de la radio el 75% de las personas acceden a contenidos musicales.
La industria editorial argentina produjo durante 2004 54,7 millones de volúmenes, de los cuales el 66% fue editado en el ámbito de la ciudad. En el 2003 esta industria representaba el 1,6% del PGB, generando aproximadamente 40 mil empleos que corresponden a un 2% del total.

## Empleo

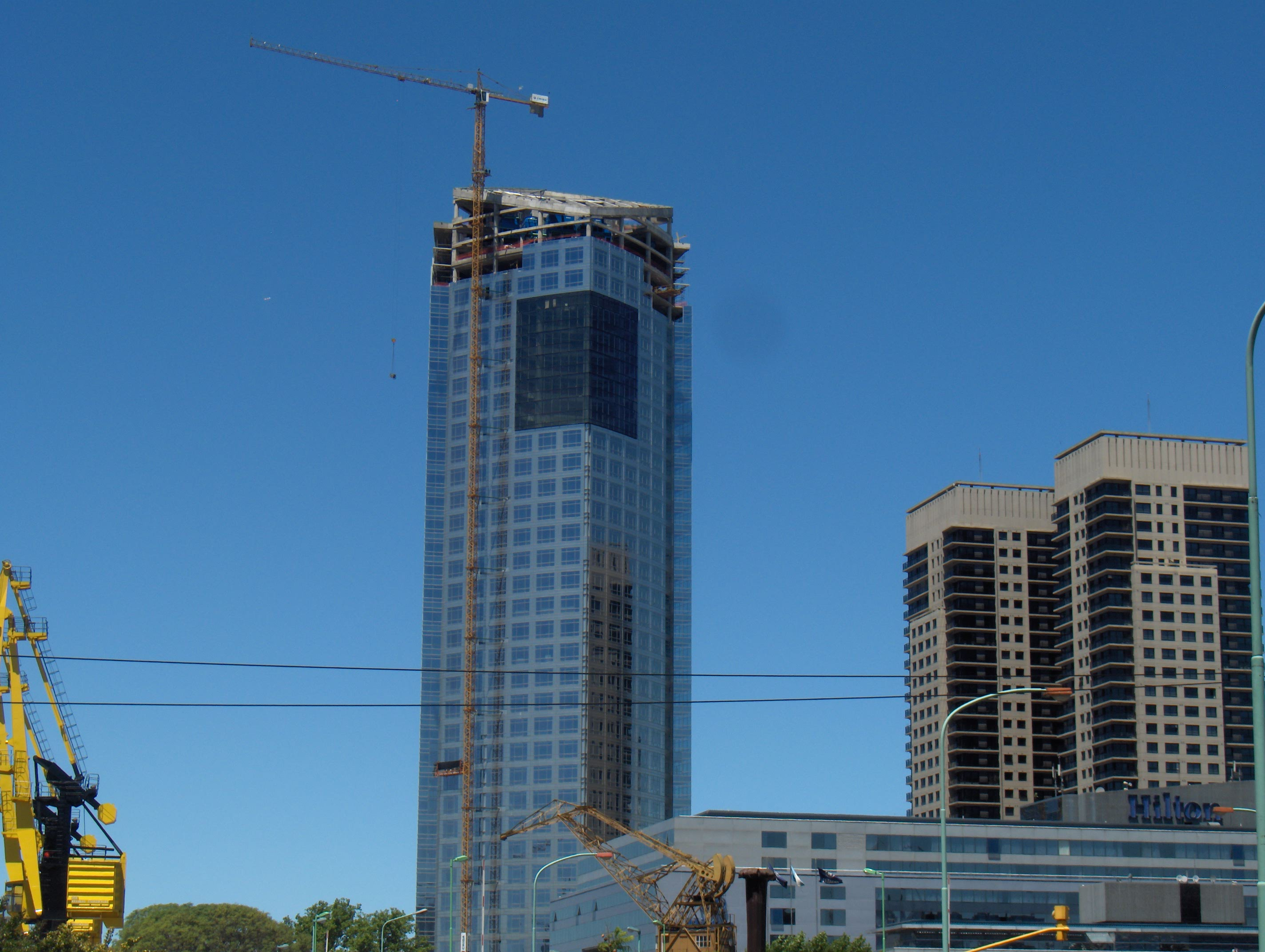
El empleo en la construcción ha sufrido una importante alza en los últimos años.

Buenos Aires contaba para el III Trimestre del 2006 con una tasa de desocupación del 9,2%. Si bien las tasas del I y II Trimestre suelen ser mayores que las del III y IV, la desocupación sufrió un aumento del 0,1% respecto al I y del 0,2% respecto al II. Sin embargo, en relación con el mismo período del año anterior, la desocupación aumentó un 1,8%. La tasa de subocupación sufrió una disminución mayor, ya que entre el III Trimestre de 2004 y el III Trimestre de 2005 bajó 3,5%. La tasa de subocupación registró una suba del 0,7% respecto al mismo trimestre del año anterior, alcanzando el 9,5%.
El empleo formal sufrió un aumento del 9,7% durante el 2005, sumándose a la tendencia de los años anteriores, donde creció 5,3% en 2003 y 6,6% en 2004. También se observaron un aumento en los movimientos de personal desde y hacia el mercado de trabajo, siendo la tasa de rotación en diciembre de 2005 del 4,7%, superior al 2,7% registrado en diciembre de 2004.
Pero este aumento del empleo formal no fue homogéneo, si bien todos los diferentes tipos de empresas aumentaron su personal, fueron las empresas medianas (50 a 199 empleados) las que experimentaron el mayor aumento, seguidas por las empresas pequeñas (10 a 49 empleados) y las de mayor tamaño (más de 200 empleados).
A nivel sectorial fue la construcción la que sufrió un mayor aumento, seguido por el comercio, los servicios financieros y la industria manufacturera. Y en cuanto a nivel de capacitación, se registró un importante aumento en los empleos no calificados, alcanzando en diciembre de 2005 el 18,5% del total.
Según datos del 2004, aproximadamente el 45% de las personas que trabajan en la ciudad residen en los Partidos del Conurbano bonaerense. Sin embargo, los residentes de la ciudad de Buenos Aires que trabajan en el conurbano representan el 11,7% de la población ocupada residente en la ciudad, mientras que aproximadamente el 15,8% se desempeña en las dos zonas.
En cuanto a la industria discográfica, el 56% de las compras legales se realizan en la ciudad, lo que representa 7,294 millones de copias vendidas por un total de \$100,5 millones durante 2004. En la Buenos Aires existe una gran cantidad de sellos independientes, que venden aproximadamente 3 millones de discos en forma anual. Estos sellos representan el 23% de la industria discográfica nacional, rondando los \$41,2 millones.

## Actividad sindical
Un 43,2% de las empresas porteñas cuentan con al menos un trabajador afiliado a un sindicato. Las cifras de empleados afiliados es mayor cuanto más grande es la empresa, mientras que el 80,5% de las grandes empresas tiene al menos un empleado afiliado, solo ocurre lo mismo en el 51,1% de las empresas medianas y el 39,7% de las empresas pequeñas.
En cuanto a los trabajadores, solo el 31,3% se encuentra afiliado a un sindicato, niveles inferiores a los registrados en el conurbano (34,9%) y en el resto del país (46,2%). Las ramas con mayor afiliación son las del Transporte, con un 55,6%, y la relacionada con la Industria, que alcanza un 37,5%; mientras que la rama con menor cantidad de afiliados es la de Servicios Financieros, con un 24,6%.
La presencia de delegados gremiales es muy baja ya que solo abarca el 10% de las empresas, pero se encuentran presentes en el 48,5% de las empresas grandes. Sin embargo, el 47,0% de las empresas informaron que no tuvieron relación con la representación sindical durante el 2005, mientras que el 23,6% percibe su relación como "buena".
Durante el período comprendido entre junio de 2004 y junio de 2005 solo el 4% de las empresas experimentaron reclamos laborales colectivos. El 50,5% de los reclamos se referían a aumentos salariales, el 13,7% a retrasos en el pago de salarios y el 12,4% a cambios en la organización del trabajo. Las principales medidas de reclamo fueron las quejas en la oficina del personal, las asambleas y los reclamos sin medidas de fuerza, ya que 7 de cada 10 reclamos fueron realizados mediante estos métodos.